# Aurora (Sudafrica)
Aurora è una cittadina sudafricana situata nella municipalità distrettuale di West Coast nella provincia del Capo Occidentale.

## Geografia fisica
Il piccolo centro abitato sorge a circa 43 chilometri a nord-est di Piketberg e a circa 29 chilometri a sud di Redelinghuys.

## Storia
La cittadina venne fondata nel 1906 e così chiamata in onore di Aurora, la dea dell'alba.